# دكتور دوليتل (فلم 1998)
دكتور دوليتل (In English: Dr. Dolittle or Doctor Dolittle) هو فيلم كوميدي خيالي أمريكي عام 1998 من إخراج بيتي توماس، ,ومن تأليف لاري ليفين ونات مولدين ، وبطولة إيدي ميرفي في دور البطولة إلى جانب أوسي ديفيس وأوليفر بلات. استند الفيلم إلى سلسلة قصص الأطفال التي تحمل الاسم نفسه، للكاتب هيو لوفتينج، لكن الفيلم لم يقتبس شيئ من الروايات؛ سوى اسم الشخصية الأساسية للرواية الدكتور جون دوليتل وقدرتها على التحدث إلى الحيوانات، ومن الميزات الهامة للروايات والتي تجاهلتها الأفلام هي شخصية بوشمي بوليو، وهي حيوان لاما وشخصية محبوبة جدًا في الكتب، لكنها تظهر بشكل موجز جدًا في مشهدين فقط في الأفلام. الرواية الأولى، قصة دكتور دوليتل (1920)، تم تصويرها في عام 1967 في مسرحية موسيقية تحمل نفس الاسم، والتي كانت أقرب إلى الروايات من ناحية القصة. حقق الفيلم نجاحاً كبيراً في شباك التذاكر،  على الرغم من أنه تلقى آراء متباينة من النقاد عند إصداره.  
أدى نجاح الفيلم إلى تتمة بمسرحية واحدة، دكتور دوليتل 2 (2001)، وتم إصدار ثلاثة أفلام: دكتور دوليتل 3 (2006)، دكتور دوليتل: ذيل للرئيس (2008)، ودكتور دوليتل: مغفلي المليون دولار (2009). 

## الحبكة
تبدأ القصة في عام 1968، حيث يظهر الطفل جون دوليتل والبالغ من العمر خمسة سنوات قدرته على سماع وفهم ما تقوله الحيوانات، بدءًا من كلبه . فمثلاً يسأل جون كلبه: "لماذا تشم الكلاب مؤخرة بعضها البعض؟" ليجيب الكلب بأنها طريقتهم الخاصة في المصافحة ، وحين يلتقي جون بمدرسه الجديد يقوم بتقليد الكلاب في مصافحتهم. مما يثير رعب والده آرتشر، فيحضركاهنًا محليًا بغايةطرد الأرواح الشريرة بهدف طرد "الشيطان" من جون. أثناء جلسة طرد الأرواح، يهاجم الكلبُ الكاهنَ ويعضُه، فيتدخل آرتشر ليبعد الكلب ويطرده بعيدًا. بعد هذه الحادثة، يتوقف جون عن التحدث للحيوانات وسرعان ما ينسى هذه الهبة.
بعد ثلاثين عامًا، في عام 1998، أصبح جون طبيبًا وجراحًا يعيش في سان فرانسيسكو ، كاليفورنيا . يقضي حياةً هادئة مع أسرته المكونة من زوجته ليزا، ولديه ابنتان، المراهقة تشاريس، ومايا العبقرية، التي تربي حيوان خنزير غينيا كحيوان أليف وقد سمته (رودني)، وتحتضن ما تعتقد أنه بيضة بجعة، والتي تأمل بها عند الفقس أن تربيها كابنة لها. شركة طبية كبيرة يملكها السيد كالواي تسعى لشراء عيادة جون، وهي صفقة أبدى أحد زملائه، الدكتور مارك ويلر، حماسًا لها، في حين أن زميلهم الآخر، الدكتور جين ريس، متشكك في الصفقة بسبب إمكانية تقليص حجم المرضى والموظفين.
تذهب عائلة جون في إجازة، بينما يعود جون إلى العمل لرؤية مريض، ثم يصطحب كلبه (رودني). في طريقه إلى المنزل، كاد أن يصدم كلباً بسيارته، مما جعل الكلب ينبح عليه بغضب. بعد ذلك، بينما كان جون يقود سيارته ذاهباً إلى عائلته، بدأ الكلب رودني في التحدث إلى جون، مما جعله يعتقد أنه يعاني من انهيار عقلي. لتبدأ بعدها الحيوانات في طلب المساعدة من الدكتور جون فيساعد بومة جريحة، ثم يربي الكلب الذي كاد أن يدهسه عن غير قصد، وأطلق عليه اسم لاكي. ليقوم جون بمساعدة حيوانات مختلفة سراً، بما في ذلك نمر سيرك يُدعى جيك، والذي يعاني من وريد دماغي كبير . من خلال كل هذا، يبدأ جون بإعادة تقدير موهبته، ليخبر كلاً من لاكي ومارك بأنه لم يشعر أبدًا بالحماس تجاه عمله منذ سنوات. بعد ذلك، زوجته ليزا وزميله الدكتور مارك شاهدوه أثناء إجراء الإنعاش القلبي الرئوي على فأر ، ولذلك تم إرساله إلى مستشفى للأمراض العقلية .
يبدأ جون بالاعتقاد بأن موهبته تشكل عائقاً، فيرفض كل شيء خارق وغير اعتيادي في حياته ويعود إلى عمله، ولكن بفعله هذا، ينبذ مايا أيضًا، التي تعتقد أنه يكرهها. تعترف مايا لآرتشر بأنها أعجبت بفكرة تحدث والدها إلى الحيوانات، ويغير جون رأيه عندما يتنصت على المحادثة. يعترف لمايا بأنه يحبها كما هي (غريبة الأطوار ومهووسة)، ويشجعها على الاستمرار في أن تكون كما تريد.
ثم يعتذر جون للكلب لاكي، معاً يتسللان لتحرير النمر جاك من السيرك ونقله إلى المستشفى لإجراء عملية جراحية له، في نفس الليلة التي تقام فيها حفلة حيث سيشتري كالوي شركة جون الطبية. يمسك مارك وجين بجون، ويقرر جين مساعدة جون. وسرعان ما ينكشف جيك أمام الجميع في الحفلة، ويشاهد الجميع جون وجين وهما يجريان عملية جراحية لجيك في غرفة العمليات. يكشف آرتشر لليزا أن هدية جون حقيقية، ويشجعها على المغامرة للدخول إلى العملية والحفاظ على هدوء جيك بينما يكتشف جون وجين أن جيك يعاني من جلطة دموية وينجحان في معالجتها، مما ينقذ حياة جيك. ثم يرفض جون عرض كالوي لشراء المكان، ويتقبل موهبته في التحدث إلى الحيوانات.
بعد ذلك أصبح جون بنفس الوقت طبيباً بشرياً وطبيباً بيطرياً، مستفيداً من قدرته على التحدث مع الحيوانات. وتفقس بيضة مايا ليخرج منها تمساح صغير، ويظهر في المشهد الأخير كلاً من الدكتور جون والكلب لاكي يسيران في الشارع مع جون يتحدثان عن كيفية معاملته للحيوانات والناس، ويتحدث لاكي عن كيف يريد معاملة مختلفة من الآن فصاعداً

## الطاقم

### فريق التمثيل المرئي
- إيدي ميرفي في دور دكتور جون دوليتل / دكتور دوليتل ، طبيب يمكنه التحدث مع الحيوانات.
  - داري جيرارد سميث في دور جون البالغ من العمر 5 سنوات
- أوسي ديفيس في دور الجد آرتشر دوليتل، والد جون.
- أوليفر بلات بدور الدكتور مارك ويلر، زميل جون وعدوه .
- بيتر بويل بدور السيد كالواي، الرجل الذي يسعى لشراء عيادة جون.
- ريتشارد شيف بدور الدكتور جين ريس، زميل وصديق مخلص لجون.
- كريستين ويلسون في دور ليزا دوليتل، زوجة جون.
- جيفري تامبور في دور دكتور فيش.
- كايلا برات في دور مايا دوليتل، ابنة جون المهووسة.
- رافين سيموني في دور تشاريس دوليتل، الابنة المراهقة لجون.
- ستيفن جيلبورن في دور دكتور سام ليتفاك.
- بول جياماتي (لم يذكر في الشارة) في دور بلين هامرسميث.
- دون كالفا (لم يذكر في الشارة) كمريض في هامرسميث
- برويت تايلور فينس (لم يذكر في الشارة) كمريض في هامرسميث.

### فريق التمثيل الصوتي
- نورم ماكدونالد في دور لاكي، الكلب الذي يتبناه جون.
- ألبرت بروكس في دور جاكوب "جيك"، نمر بنغالي .
- كريس روك في دور رودني، خنزير غينيا الذي تملكه عائلة دوليتل.
- ريني سانتوني في دور الجرذ رقم 1.
- جون ليجويزامو في دور الجرذ رقم 2.
- جولي كافنر في دور أنثى الحمامة.
- غاري شاندلينج في دور ذكر الحمام.
- إلين دي جينيريس في دور كلب جون الأليف في مرحلة الطفولة.
- بريان دويل موراي في كلب الصيد.
- فيل بروكتور في دور القرد السكران.
- جينا إلفمان في دور البومة.
- جيلبرت جوتفريد في دور كلب يعاني من مشاكل عقلية.
- فيليس كاتز في دور الماعز.
- دوجلاس شامبرجر في دور باوند دوج.
- جيف دوسيت في دور بوسوم.
- ارشي هان في دور كلبة المرأة الثقيلة.
- توم تاولز في دور الراعي الألماني
- إيدي فريرسون في دور Skunk
- بول روبنز في دور الراكون
- رويس دي أبلجيت بدور الكلب صاحب عبارة "أنا أحبك".
- جيمس إف دين في دور إنسان الغاب.
- تشاد أينبيندر في دور القطة بيتلهايم.
- جوناثان ليبنيكي في دور النمر الصغير.
- هاميلتون كامب في دور الخنزير
- كريجان ماهان في دور البطريق.

### محركي الدمى
محرك الدمى الرئيسي
- آلان تراوتمان - محرك الدمى الرئيسي.

محركي الدمى
- بيل باريتا
- كيفن كارلسون
- بروس لانويل
- درو ماسي
- إيان تريجونينج
- ماك ويلسون

## موسيقى

### الموسيقى التصويرية
تم إصدار الموسيقى التصويرية في 16 يونيو 1998 من خلال شركة Atlantic Records وتتكون من مزيج من موسيقى الهيب هوب وموسيقى آر بي الحديثة. حصدت الموسيقى التصويرية نجاح كبير، حيث وصلت إلى المرتبة الرابعة في قائمة بيلبورد 200 وحصلت على شهادتي ملتي بلاتينيوم من رابطة صناعة التسجيلات الأمريكية في 20 أكتوبر من نفس العام. موقع أول ميوزك صنف الموسيقى التصويرية بأربعة نجوم من أصل خمسة. 

## استقبال

### شباك التذاكر
في افتتاحيته خلال عطلة نهاية الأسبوع، حصل دكتور دوليتل على 29.014.324 دولارًا أمريكيًا عبر 2777 مسرحًا في الولايات المتحدة وكندا ، ليحتل المرتبة الأولى في شباك التذاكر، وهو أفضل إنجاز لفيلم من شركة توينتيث سينشوري ستوديوز في ذلك الأسبوع. ليستمر هذا النجاح ويحقق أكبر افتتاحية لفيلم من بطولة إدي ميرفي ، متفوقاً على فيلم المدرس المجنون.  ومع نهاية عرضه، حقق الفيلم ما مجموعه 144.156.605 دولار أمريكي في الولايات المتحدة، و 150.300.000 دولار أمريكي دولياً، بإجمالي 294.456.605 دولارًا أمريكيًا في جميع أنحاء العالم. 

### استقبال نقدي
حصل الفيلم على تقييمات إيجابية 41% على موقع روتن توميتوز بناءً على آراء 51 ناقد، بمتوسط تقييم 5.2/10. يقول نقاد الموقع: "يقدم فيلم الدكتور دوليتل بعض المرح في رواية الحيوانات الحكيمة، لكن النغمة الخادعة لفيلم عائلي تقوضت بسبب الاعتماد على التلميحات البذيئة التي منعت الدفء المنشود".  في ميتاكريتيك، تم تقييم متوسط الدرجات بـ 46 من أصل 100 بناءً على مراجعات من 20 ناقد، مما يشير إلى "مراجعات مختلطة أو متوسطة".  الجماهير التي تم استطلاع رأيها بواسطة سينما سكور أعطت الفيلم درجة "A سالب" على مقياس من A إلى F 

## وسائط أخرى

### لعبة فيديو
تم إصدار لعبة بلاي ستيشن مستوحاة من الفيلم، في أوروبا لجهاز بلاي ستيشن 2 في 29 نوفمبر 2006 

## روابط خارجية
- Dr. Dolittle  في قاعدة بيانات الأفلام على الإنترنت (بالإنجليزية)
- Dr. Dolittle في موقع بوكس أوفيس موجو.